# Totes Gebirge

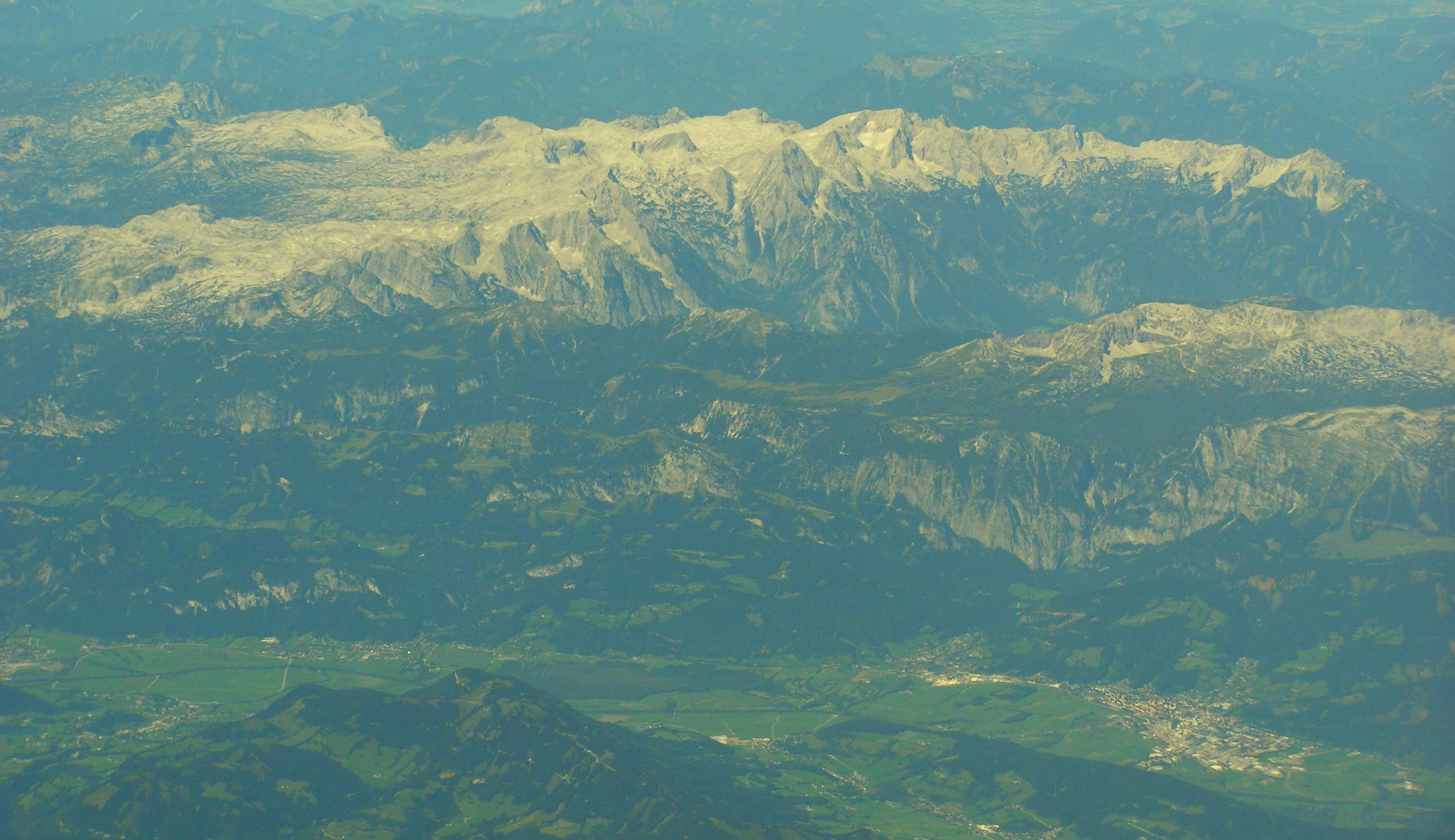
Letecká fotografie Mrtvých hor

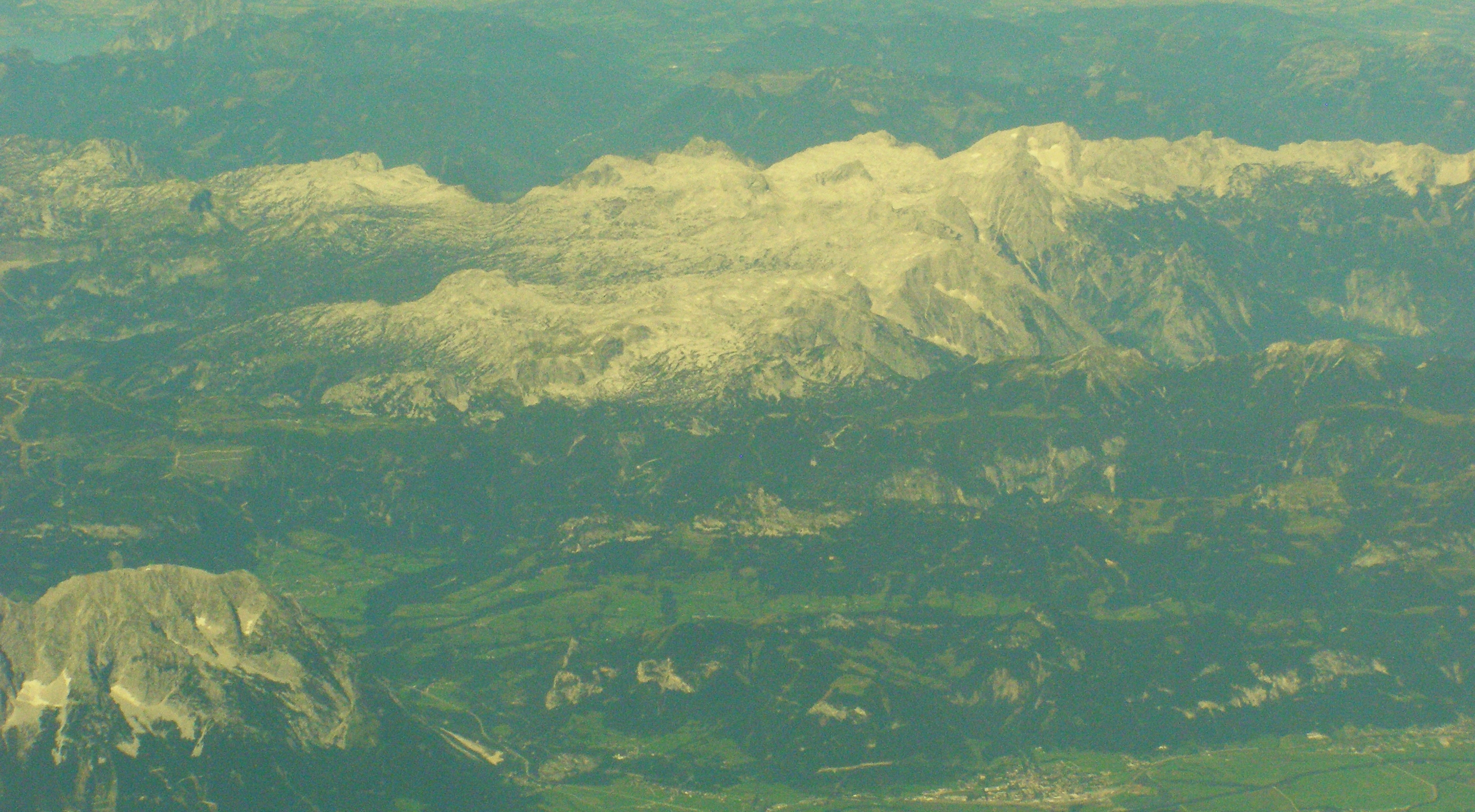
Letecká fotografie Mrtvých hor

Totes Gebirge („Mrtvé hory“) jsou pohoří, nacházející se v Rakousku v severní části spolkové země Štýrsko a na jižním okraji Horního Rakouska. Tvoří je největší vápencová náhorní pláň ve Východních Alpách. Průměrná nadmořská výška plošiny je od 1600 do 1800 metrů, ze které vyrůstají vápencové štíty. Totes Gebirge je pro svou výjimečnost vyhlášeno za chráněnou krajinnou oblast.
Skutečnou ozdobou vápencových kamenných pouští jsou četná jezera, která oživují ráz. Především pak „Zelená perla Totes Gebirge“, jezero Grundlsee. Navštěvované je také klidné jezírko Altauseer See pod vrcholem Loser. Nejvyšší vrchol pohoří je Grosser Priel.

## Poloha
Jižní hranici území tvoří dlouhé říčky Kainisch Traun. Potok Teichl odděluje Totes Gebirge na východě od sousedních Ennstalských Alp. Severní hranice je značně nejednotná a pohoří zde plynule přechází do Hornorakouské roviny.

## Geologie
Pohoří má podobu vyprahlé kamenné pouště. Totes Gebirge řadíme do Severních vápencových Alp. Základním stavební prvkem je vápenec.

## Rozdělení masivu
Masiv se dělí na několik skupin: Priel Gruppe, Warscheneckstok a Schönberg Gruppe. Rozloha Mrtvých hor je 1250 km².

## Jezera
- Grundlsee
- Ofensee
- Altauseer See

## Nejvyšší vrcholy
- Grosser Priel (2515 m n. m.)
- Spitzmauer (2446 m n. m.)
- Schermberg (2396 m n. m.)
- Hochkasten (2389 m n. m.)
- Warscheneck (2388 m n. m.)
- Feuertal Kogel (2376 m n. m.)
- Grosser Tragl (2179 m n. m.)
- Schönberg (2093 m n. m.)

## Turistika
Totes Gebirge jsou turisty využívány celoročně. V létě je oblíbený treking a přechody pohoří. Výstupy na některé vrcholy jsou vedeny zajištěnými cestami zvanými Klettersteig. Pro horolezectví jsou vhodné jen některé skalní stěny a hřebeny, neboť velká část vrcholových skalních útvarů je vybudována z lámavého vápence. V zimě se vydávají do hor skialpinisté. V oblasti je několik lyžařských středisek. Lyžaři na sjezdovkách míří především do Hinterstoder.

## Horské chaty
- Priel Schutzhaus
- Welser Hütte
- Pühringer Hütte
- Appel Haus
- Ischler Hütte
- Ebenseer Hochkogel Hütte

### Mapy
Nejznámější a nejlepší bývají mapy výrobce Kompass konkrétně č. 69 (Gesäuse), č. 68 (Auseerland/Ennstal). Další alternativou je mapa oblasti od Freytag a Berndt č. 082 (Bad Ausee/Totes Gebirge).

### Průvodce
- Průvodce Ivo Petr – Rakouské Alpy (Vydavatelství Mirago)